# 역산 그레고리력
역산 그레고리력(proleptic gregorian calender)은 그레고리력이 도입된 1582년 이전, 또는 해당 국가에서 율리우스력이 쓰이던 기간에 대해 그레고리력을 적용한 역법이다.

## 역산 그레고리력을 적용한 기념일
- 조지 워싱턴의 생일(대통령의 날)
- 한글날
- 세종대왕 나신 날

## 같이 보기
- 역산 율리우스력